# Salviinae
Salviinae Endl., 1838 è una sottotribù di piante spermatofite dicotiledoni appartenenti alla famiglia delle Lamiaceae (ordine delle Lamiales).

## Etimologia
Il nome della sottotribù deriva dal suo genere tipo Salvia L., ossia "salvere" (= star bene), derivato da "salus", un vecchio nome latino per indicare una pianta con proprietà medicinali.
Il nome scientifico della sottotribù è stato definito dal botanico, numismatico e orientalista austriaco Stephan Ladislaus Endlicher (Pressburg, 24 giugno 1804 – Vienna, 28 marzo 1849) nella pubblicazione "Genera plantarum secundum ordines naturales disposita (Endlicher) -  614. Aug 1838" del 1838.

## Descrizione

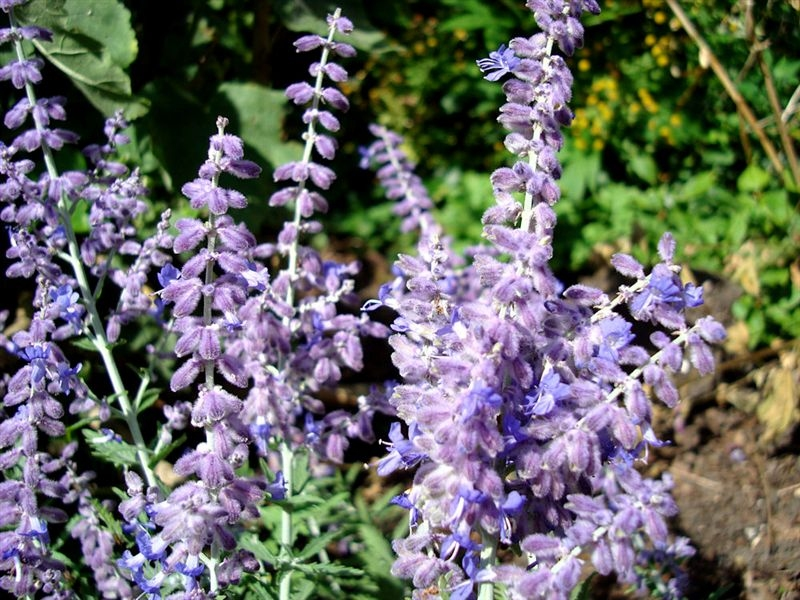
Il portamento
Perovskia atriplicifolia

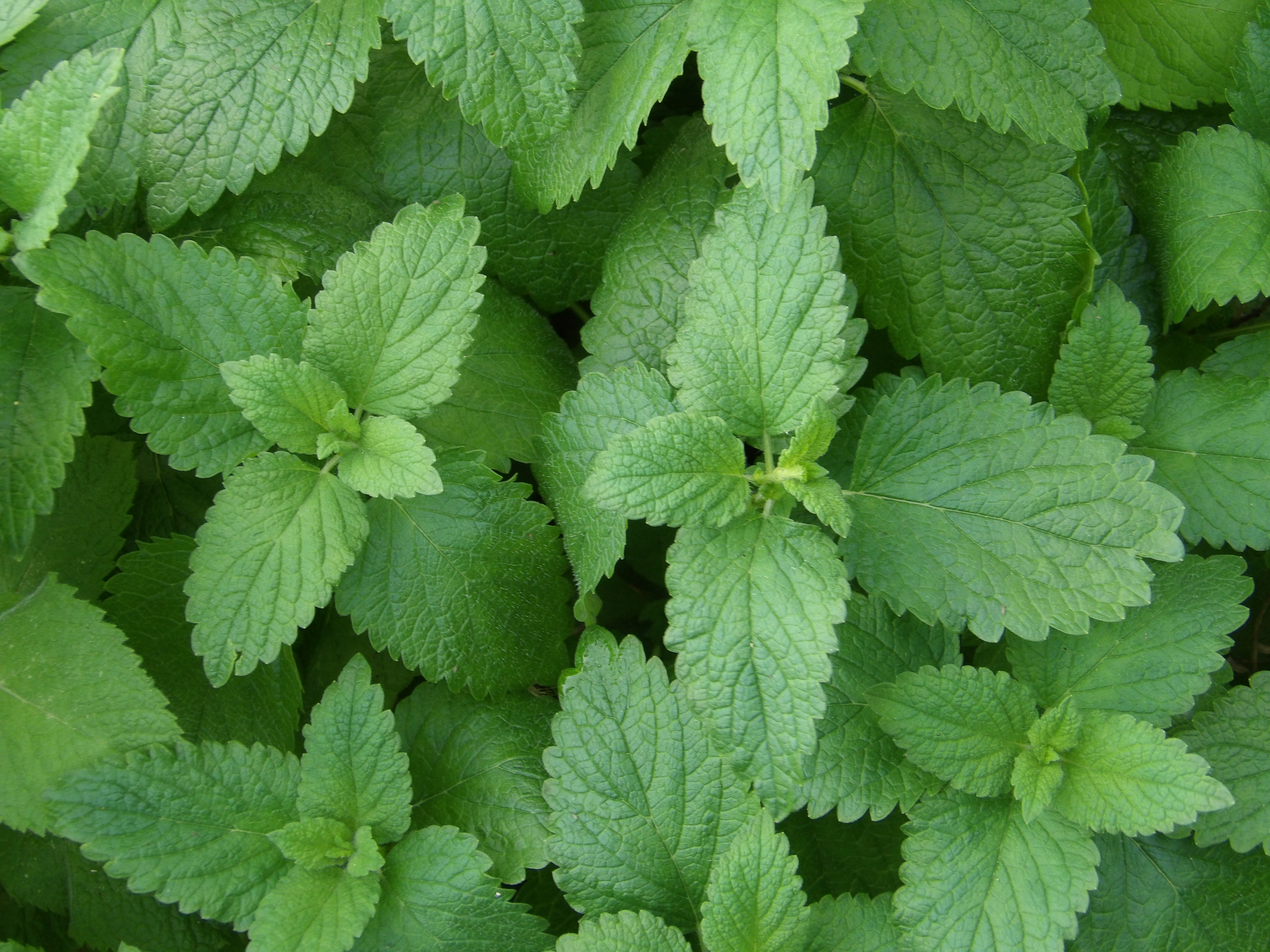
Le foglie
Melissa officinalis

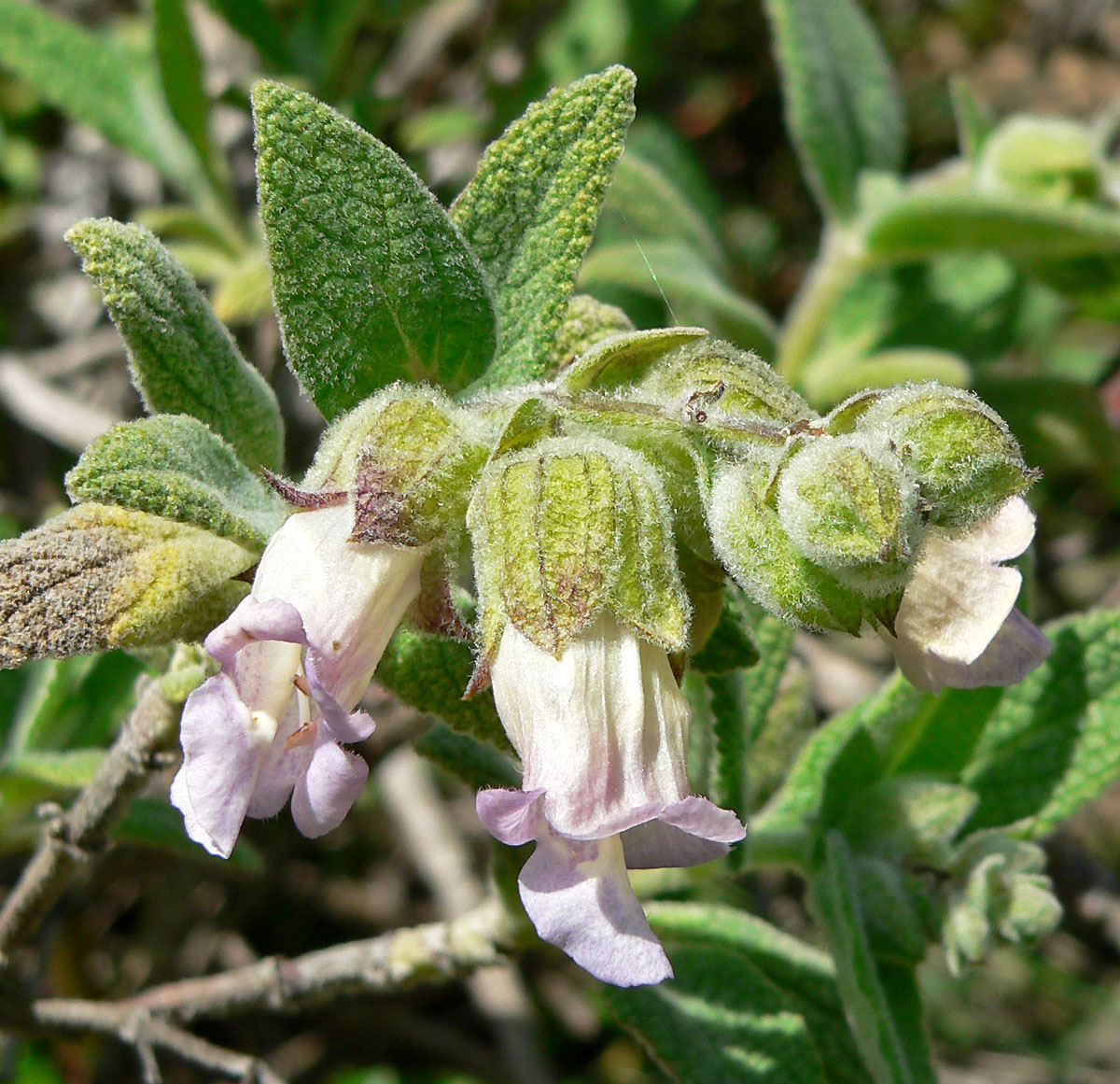
Infiorescenza
Lepechinia calycina

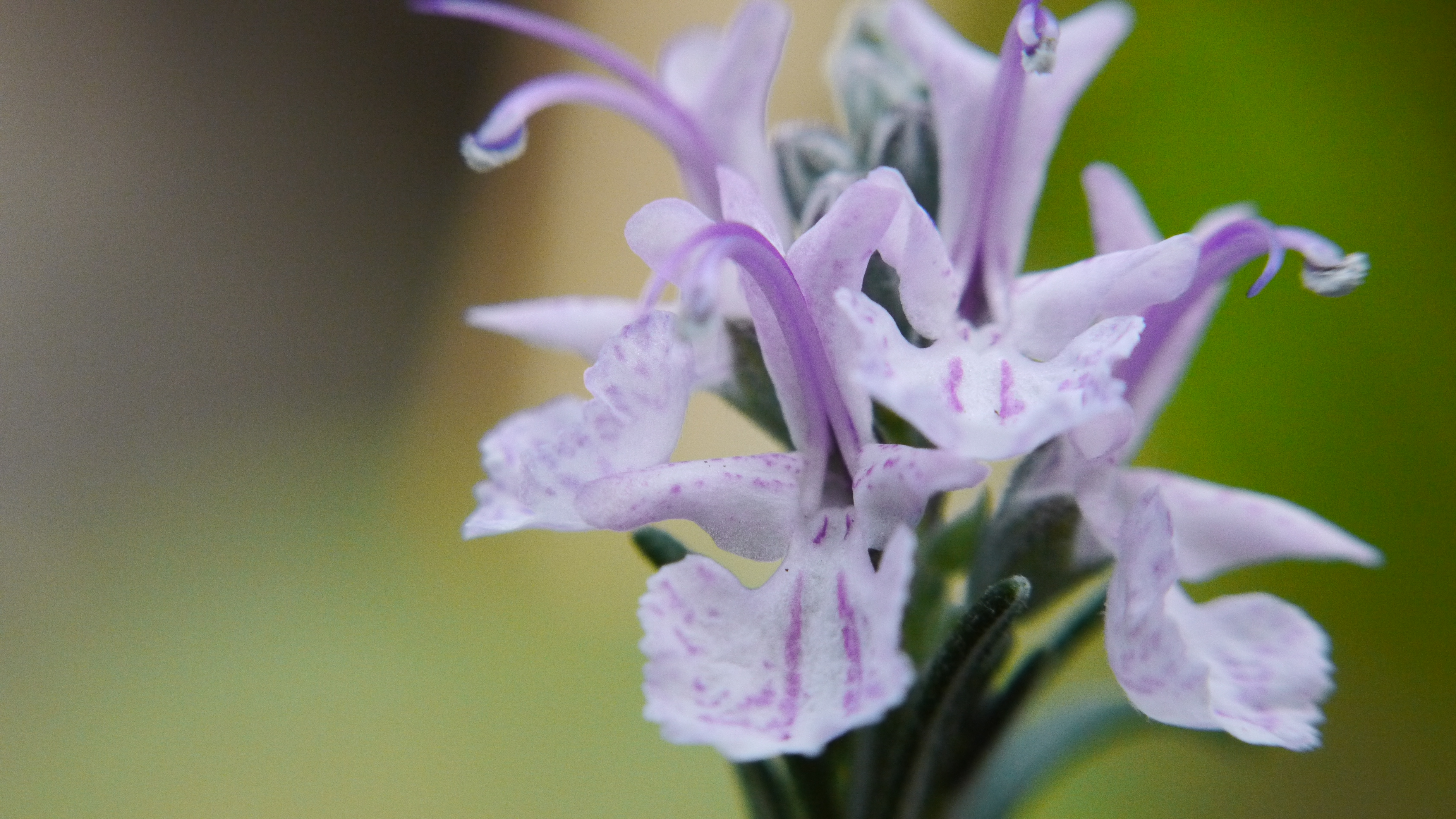
I fiori
Rosmarinus officinalis

- Le specie di questa sottotribù hanno un portamento erbaceo con cicli biologici sia annuali che perenni; sono presenti anche specie arbustive. Alcuni generi sono aromatici (Salvia e Rosmarinus). L'indumento è formato da peli semplici oppure in alcuni casi da peli ramificati; in alcuni casi queste piante possono presentarsi viscide al tatto. Sono presenti specie cauliflori (Chaunostoma ), ginodioiche o dioiche e rizomatose (Melissa).[2][8][9][10][11][12]
- Le foglie lungo il fusto sono disposte in modo opposto (a due a due) e ogni verticillo è alternato rispetto al precedente; sono inoltre prive di stipole. La lamina delle foglie spesso è astata, troncata o bipennata (o in genere pennatosette o pennatifide) con superficie finemente rugosa o anche bollosa e margini seghettati. I piccioli possono essere alati.
- Le infiorescenze sono terminali, peduncolate e portate in vari verticilli ascellari sovrapposti lungo il fusto. Ogni verticillo è composto da diversi fiori sessili (fino a 16) disposti circolarmente a corona e sono poggianti su due brattee fogliose (o semplicemente delle foglie più piccole rispetto a quelle lungo il fusto). Altre infiorescenze sono dei tirsi racemoidi con cime a singoli fiori. Sono presenti delle bratteole.
- I fiori sono ermafroditi, zigomorfi, tetrameri (4-ciclici), ossia con quattro verticilli (calice – corolla - androceo – gineceo) e pentameri (5-meri: la corolla e il calice sono a 5 parti).

- Formula fiorale. Per la famiglia di queste piante viene indicata la seguente formula fiorale:

X, K (5), [C (2+3), A 2+2] G (2), (supero), drupa, 4 nucule
- Calice: il calice è gamosepalo con base tubulosa (o cilindrica o campanulata), terminante con 3 - 5 lobi più o meno uguali. Il tipo di calice varia da attinomorfo a bilabiato (zigomorfo) con struttura 1/2 con 3 lobi, oppure 3/2 con 5 lobi. I lobi hanno forme triangolari e sono pubescenti e possono essere membranosi. La superficie del calice è percorsa da una decina di nervi mentre la parte interna può essere ricoperta da un anello di peli.

- Corolla: la corolla, gamopetala è zigomorfa, e terminante in modo fortemente bilabiato con 4 - 5 lobi con raggruppamento 1- 2/3 oppure 4/1. Il labbro posteriore è concavo a forma di cappuccio a volte fortemente falcato; quello anteriore è bilobo o trilobo con il lobo mediano più ampio, patente con margini interi o ondulati. I colori sono blu, violetto, rosa, viola, bianco, rossa o gialla.

- Androceo: l'androceo possiede quattro stami didinami con i due anteriori più lunghi dei posteriori; spesso il paio anteriore è assente o formato da staminoidi.  Gli stami normalmente emergono dalla corolla. I filamenti sono adnati alla corolla, sono tutti paralleli e ascendenti sotto il labbro posteriore; possono essere incurvati in avanti. Le antere degli stami anteriori hanno due teche distinte oppure ridotte ad una sola, sono pubescenti o glabre con forme elongate (raramente ellissoidi), sono divergenti o divaricate. I granuli pollinici sono del tipo tricolpato o esacolpato. Il disco nettario è carnoso, a volte scarsamente lobato oppure in altre specie con 4 lobi; è ricco di sostanze zuccherine.

- Gineceo: l'ovario è supero formato da due carpelli saldati (ovario bicarpellare) ed è 4-loculare per la presenza di falsi setti divisori all'interno dei due carpelli. L'ovario è glabro. La placentazione è assile. Gli ovuli sono 4 (uno per ogni presunto loculo), hanno un tegumento e sono tenuinucellati (con la nocella, stadio primordiale dell'ovulo, ridotta a poche cellule). Lo stilo inserito alla base dell'ovario (stilo ginobasico) è del tipo filiforme. Lo stigma è bifido con due lobi piatti e corti.

- Il frutto è uno schizocarpo composto da 1 - 4 nucule (talvolta ridotte a una per aborto delle altre) con forme da ellittiche a ovoidi o trigone. La superficie, liscia o a volte mucillaginosa, presenta diverse minute cicatrici di deiscenza ed è colorata da marrone a nero. Lo strato più interno del pericarpo contiene dei cristalli.

## Riproduzione
- Impollinazione: l'impollinazione avviene tramite insetti tipo ditteri e imenotteri (impollinazione entomogama).[12][14]
- Riproduzione: la fecondazione avviene fondamentalmente tramite l'impollinazione dei fiori (vedi sopra).
- Dispersione: i semi cadendo a terra (dopo essere stati trasportati per alcuni metri dal vento – disseminazione anemocora) sono successivamente dispersi soprattutto da insetti tipo formiche (disseminazione mirmecoria).[15]  I semi hanno una appendice oleosa (elaisomi, sostanze ricche di grassi, proteine e zuccheri) che attrae le formiche durante i loro spostamenti alla ricerca di cibo.[16]

## Distribuzione e habitat
La distribuzione delle specie di questa sottotribù è cosmopolita con habitat soprattutto temperati.

## Tassonomia
La famiglia di appartenenza della sottotribù (Lamiaceae), molto numerosa con circa 250 generi e quasi 7000 specie, ha il principale centro di differenziazione nel bacino del Mediterraneo e sono piante per lo più xerofile (in Brasile sono presenti anche specie arboree). Per la presenza di sostanze aromatiche, molte specie di questa famiglia sono usate in cucina come condimento, in profumeria, liquoreria e farmacia. La famiglia è suddivisa in 7 sottofamiglie; la sottotribù Salviinae appartiene alla sottofamiglia Nepetoideae (tribù Mentheae).

### Filogenesi

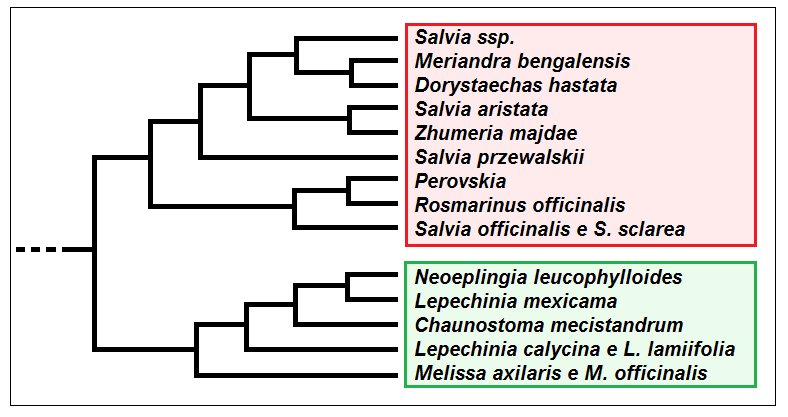
Cladogramma della sottotribù

La sottotribù Salviinae è un clade fortemente monofiletico e all'interno della tribù Mentheae occupa una posizione basale ed è "gruppo fratello" del resto della tribù. A sua volta la sottotribù contiene due cladi: il clade "Salvia" (con altri generi) e un secondo clade formato dai generi Chaunostoma, Lepechinia, Melissa e Neoeplingia. Il genere più importante della sottotribù (Salvia) non è monofiletico.
Il cladogramma a lato, tratto dallo studio citato e semplificato, mostra la struttura interna attuale (2016) della sottotribù.

### Composizione della sottotribù
La sottotribù attualmente è formata da 10 generi e circa 970 specie:
| Genere                                       | Numero specie                                                     | Numero Cromosomico | Distribuzione                               | Habitat tipico                      |
| -------------------------------------------- | ----------------------------------------------------------------- | ------------------ | ------------------------------------------- | ----------------------------------- |
| Chaunostoma Donn. Sm., 1895                  | Una specie: Chaunostoma mecistandrum Donn.Sm.                     |                    | America centrale                            |                                     |
| Dorystaechas Boiss. & Heldr. ex Benth., 1848 | Una specie: Dorystaechas hastata Boiss. & Heldr. ex Benth.        |                    | Anatolia                                    | Zone montane e habitat tra le rocce |
| Lepechinia Willd., 1803                      | Cira 55                                                           | 2n = 32 e 66       | Nord America, Sud America e Hawaii          | In prevalenza areali montani        |
| Melissa L., 1753                             | 3                                                                 | 2n = 32, 34 e 64   | dall'Europa all'Iran fino all'Asia centrale | Boschi e foreste                    |
| Meriandra Benth., 1829                       | 2                                                                 |                    | Etiopia e Himalaya                          |                                     |
| Neoeplingia Ramam., Hiriart & Medrano, 1982  | Una specie: Neoeplingia leucophylloides Ramam., Hiriart & Medrano |                    | Messico                                     | Colline calcaree                    |
| Perovskia Kar., 1841                         | Circa 7                                                           | 2n = 20            | Dall'Iran all'India                         |                                     |
| Salvia L., 1753                              | Circa 900                                                         | 2n = 12 - 240      | Eurasia e America                           | Regioni temperate                   |
| Rosmarinus L., 1753                          | 3                                                                 | 2n = 24            | Dal Mediterraneo al Caucaso                 | Areali temperati                    |
| Zhumeria Rech.f. & Wendelbo, 1967            | Una specie: Zhumeria majdae Rech.f. & Wendelbo                    | 2n = 40 e 42       | Iran                                        | Pendii montani aperti               |

### Generi e specie della flora europea
In Europa (in Italia e nell'areale del Mediterraneo) sono presenti i seguenti generi e specie:
| Genere     | Specie areale Euro-Mediterraneo | Specie Italia                                          |
| ---------- | ------------------------------- | ------------------------------------------------------ |
| Melissa    | 1                               | Melissa officinalis L.                                 |
| Salvia     | Circa 170                       | 20 (tra cui Salvia officinalis L. Salvia pratensis L.) |
| Rosmarinus | 3                               | Rosmarinus officinalis L.                              |

## Alcune specie

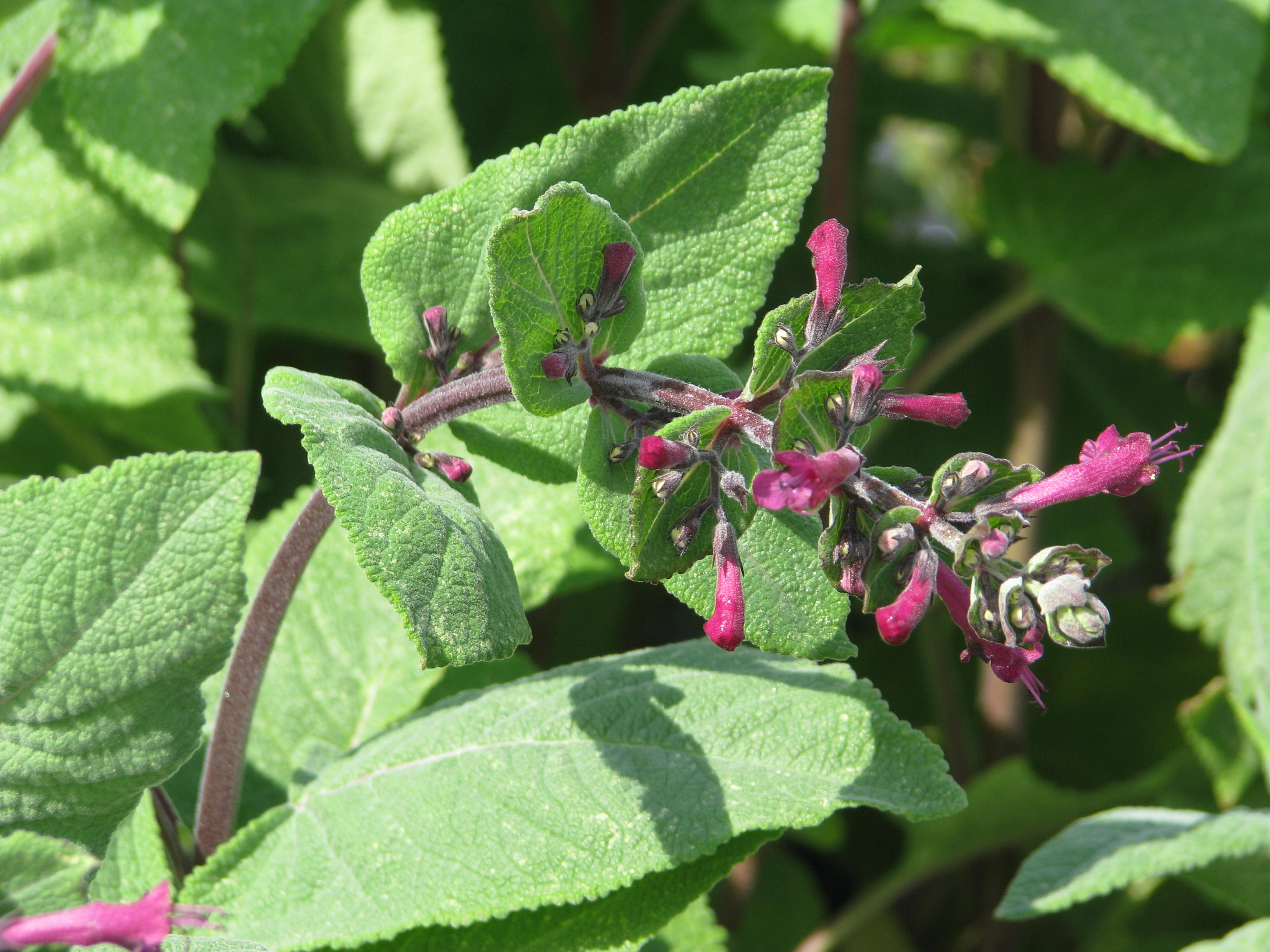
Lepechinia hastata
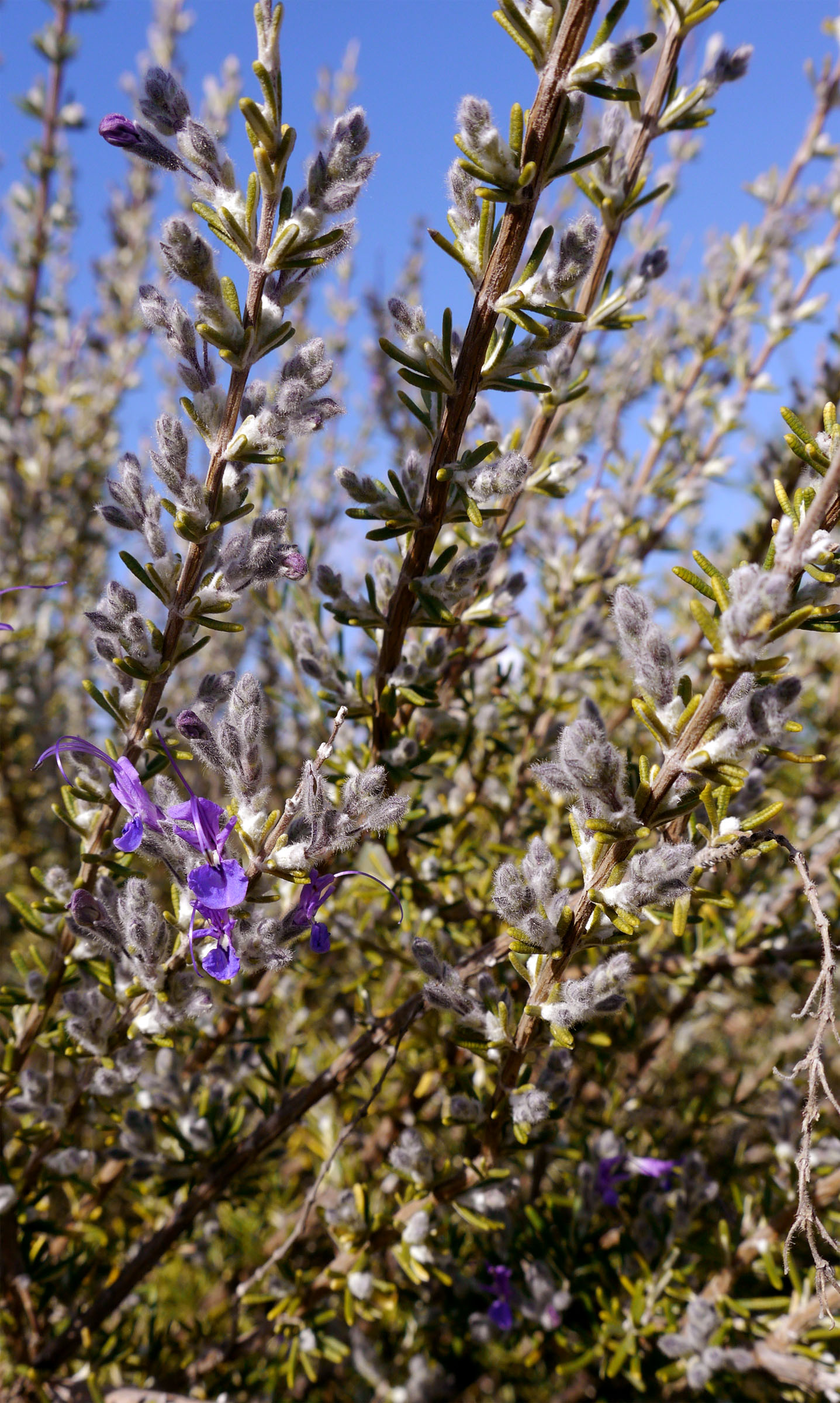
Rosmarinus eriocalyx
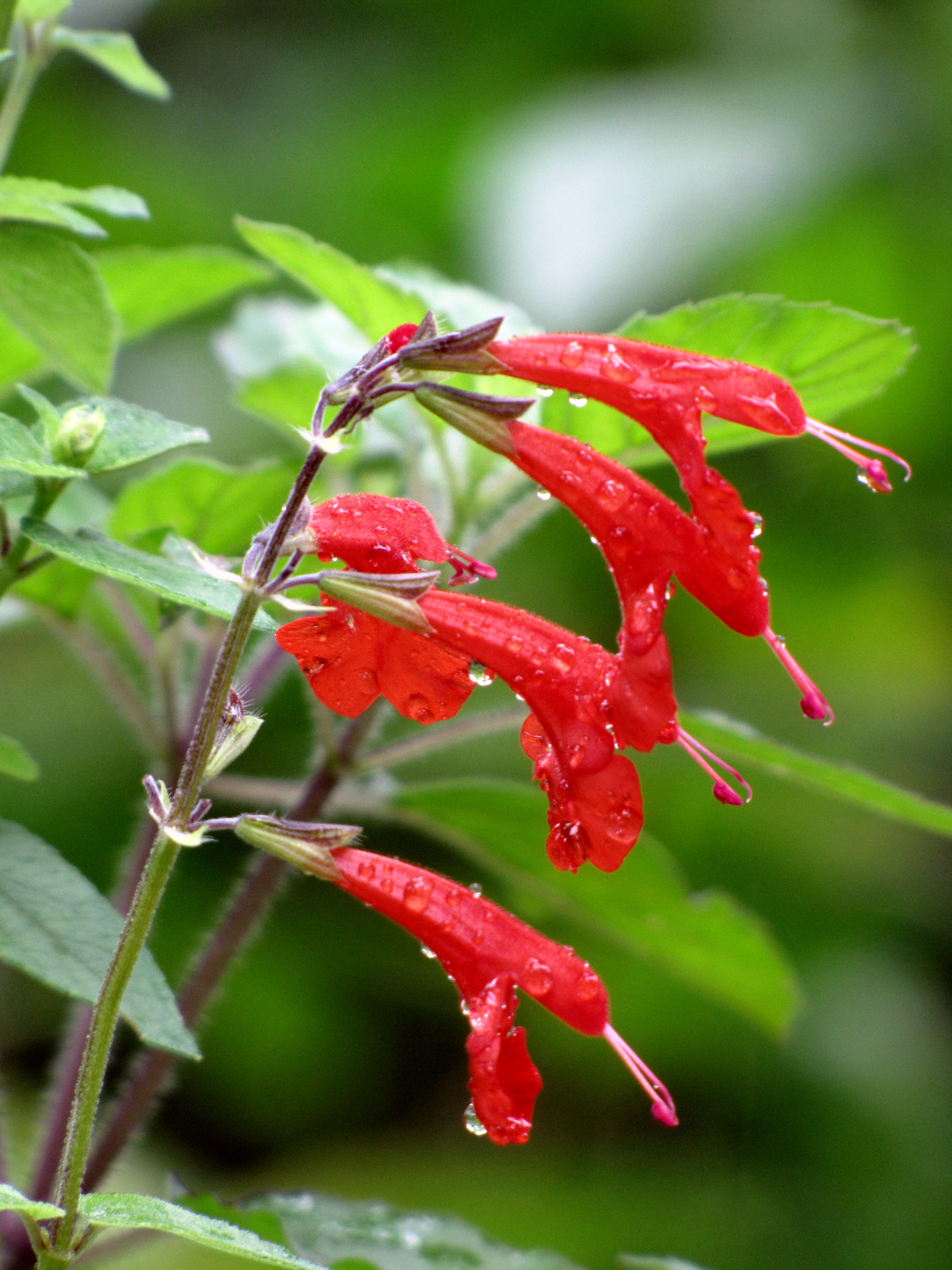
Salvia coccinea
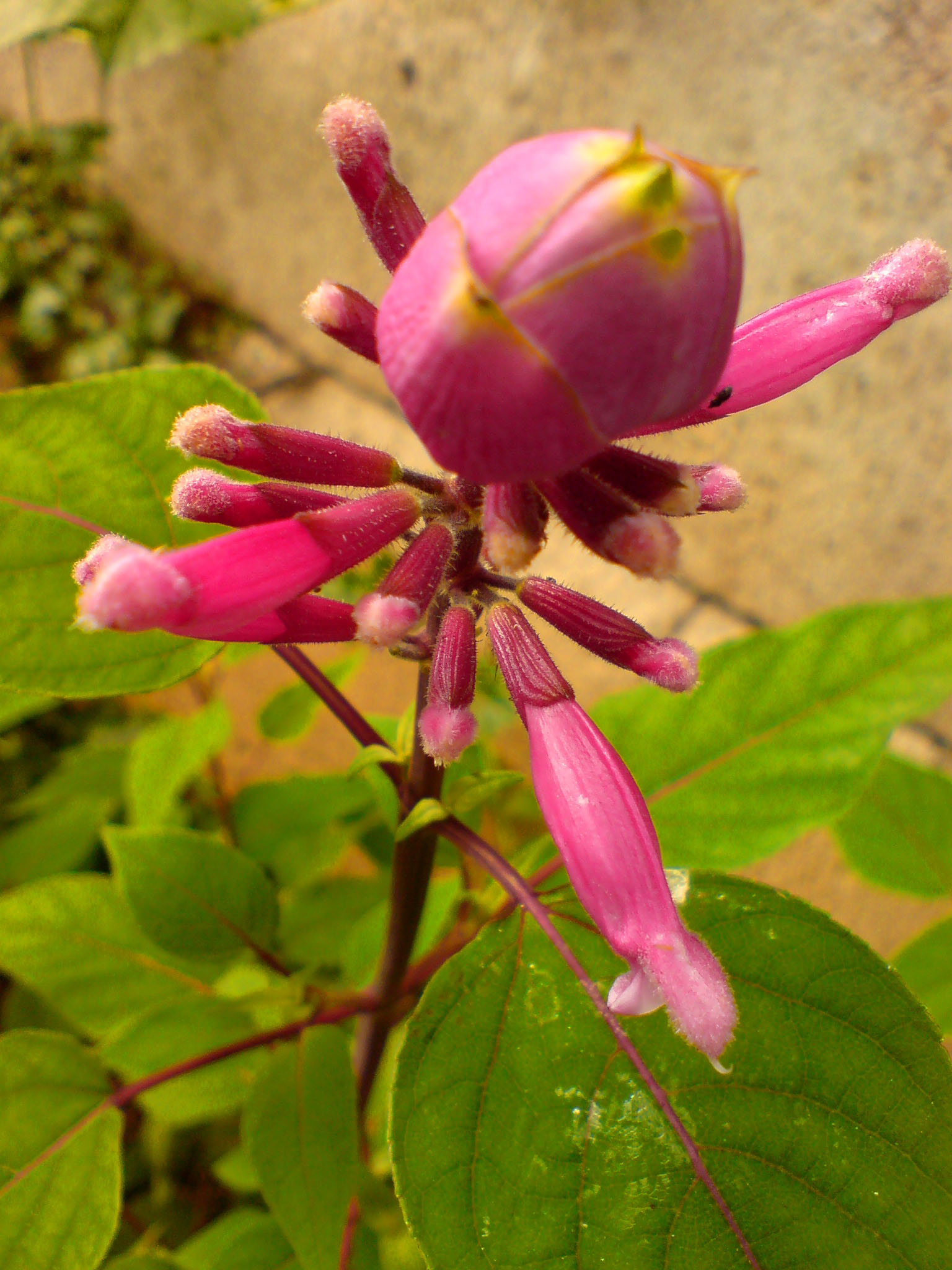
Salvia involucrata
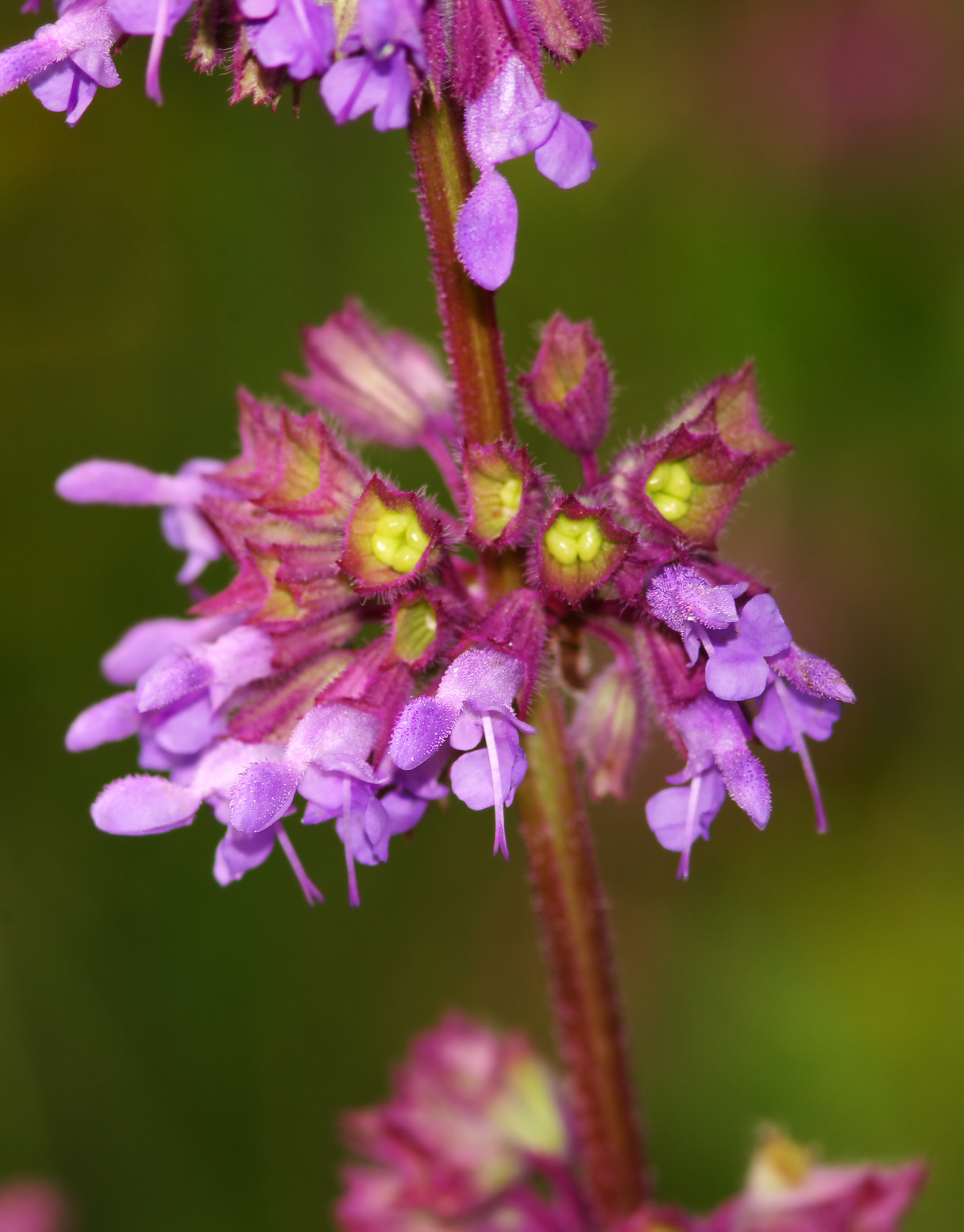
Salvia verticillata
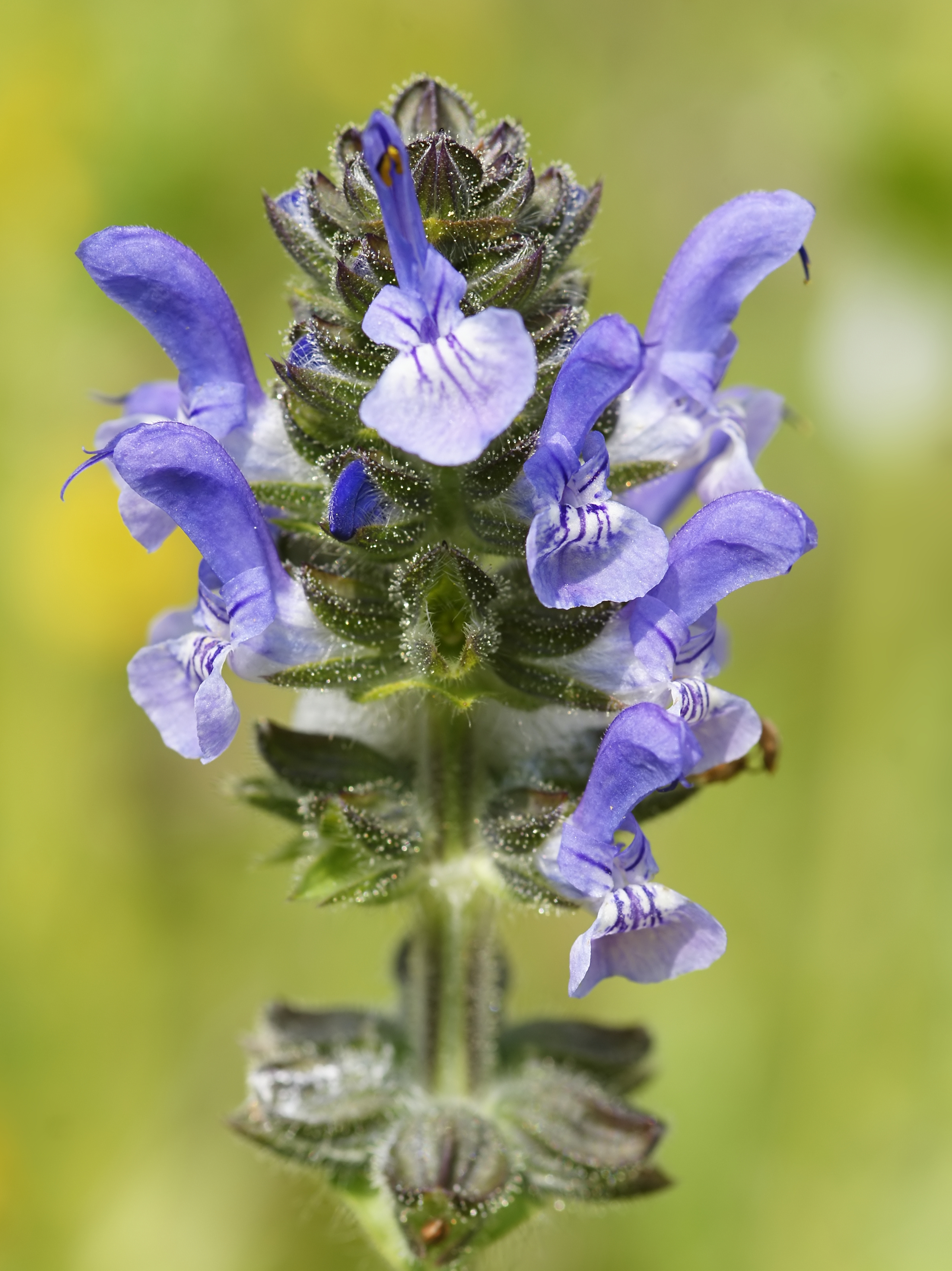
Salvia verbenaca